# Dininho
Irondino Ferreira Neto (Itapagipe, 23 juli 1975) is een Braziliaans voetballer.